# Dragovištica
La Dragovištica ou Dragovishtitsa, en serbe cyrillique Драговиштица et en bulgare Драговищица, est une rivière du sud-est de la Serbie et de l'ouest de la Bulgarie. Sa longueur est de 63 km. Elle est un affluent droit de la Strouma.
La rivière appartient au bassin versant de la mer Égée. Elle n'est pas navigable.

## Serbie
La Dragovištica est formée par la réunion de la Božička reka (son bras principal) et de la Ljubatska reka. La rencontre entre les deux rivières s'effectue à Bosilegrad au sud-est de la Serbie, à une altitude de 787 m.

### Božička reka
La Božička reka, en serbe cyrillique Божичка река, prend sa source dans la région de Krajište, entre le lac Vlasina (à l'ouest) et la frontière bulgare (à l'est), à quelques kilomètres des sources de la Jerma (Erma), une autre rivière serbo-bulgare. Au début de sa course, elle est connue sous le nom de Mutnica (Мутница). Tandis que la Jerma s'oriente vers le nord, la Božička reka prend la direction du sud et coule entre les monts Vardenik (à l'ouest) et Miljevska planina (à l'est).
À partir du village de Božica, la rivière prend son nom de Božička reka (la « rivière de Božica »). À Donja Lisina, elle reçoit sur sa droite les eaux de la Lisina, puis elle continue en direction du sud jusqu'à Bosilegrad, où elle rejoint la Ljubatska reka. À Donja Lisina, la Božička reka reçoit un barrage, créant ainsi le lac artificiel de Lisina ; ce lac sert de réservoir auxiliaire pour la centrale hydroélectrique de Vrla située sur la Vlasina.

### Ljubatska reka
La Ljubatska reka, en serbe cyrillique Љубатска река, prend également sa source dans la région de Krajište mais au sud, sur le mont de la Besna Kobila près du village de Musut. La rivière coule sur les pentes septentrionales du mont Dukat ; elle passe à Gornja Ljubata et à Donja Ljubata avant d'atteindre Bosilegrad.

### Dragovištica
Après Bosilegrad, la rivière s'oriente vers le sud-est. Elle coule entre les pentes septentrionales de la Miljevska planina (au nord) et du mont Dukat (à l'ouest). Elle passe à Rajčilovci, Radičevci et Resen, puis elle reçoit sur sa droite les eaux de la Brankovačka reka, à la frontière entre la Serbie et la Bulgarie.

## Bulgarie
Immédiatement après la frontière et le village de Dolno Uyno, la Dragovishtitsa entre dans la dépression de Kyoustendil, qui fait partie de la vallée de la Strouma. La rivière coule sur les pentes méridionales du mont Zemenska planina et traverse le village de Dragovishtitsa. Peu après, la rivière se jette dans la Strouma, près des villages de Razhdavitsa et Shipochano, au nord-nord-est de Kyoustendil.